# Deutsche Dreiband-Meisterschaft 1971/72

Veranstaltungsort: Essen

Die Deutsche Dreiband-Meisterschaft 1971/72 (DDM) war die 38. Ausgabe dieser Turnierserie und fand vom 9. bis 12. Dezember 1971 in Essen, Nordrhein-Westfalen statt.

## Turnierkommentar
Zwei Monate vor dem anberaumten Spieltermin war die Ausrichtung noch immer unklar. Die Billardfreunde Altenessen ergriffen, nach über einem Jahr ohne Ausrichtung, die Initiative und richteten die DDM im eigenen Clubheim aus.
Nachdem alle Spieler, mit Ausnahme von Titelverteidiger Runkehl, zur Halbzeit eines ihrer Spiele abgeben mussten, trat dieser – in der fünften Runde noch mit 10:0 Matchpunkten vorne liegend – in Runde sechs gegen den Berliner Serienspieler Dieter Müller (punktgleich 6:4 mit Günter Siebert) an und verlor prompt mit 56:60.
Damit war die Meisterschaft wieder offen. Müller verlor dann jedoch in der Schlussrunde gegen Rudolf Apelt und war damit aus den Medaillenrängen ausgeschieden. Apelt war damit Dritter.
Meisterschaftsneuling Siebert spielte konstant hervorragend, verlor aber trotz einem Durchschnitt von 0,980 gegen Ernst Rudolph. Mit einer Serie von 14 Punkten blieb Siebert nur 1 Punkt unter der Bestmarke aus dem Jahr 1954 von Siegfried Spielmann mit 15 und sicherte sich damit seinen ersten Meisterschaftstitel.
Trotz zweier Spiele mit einem Schnitt von über 1,0 lag Rudolph hinter Müller auf Platz fünf. Spielmann, angeschlagen durch eine Erkältung, folgte auf Platz sechs.

## Modus
Es spielte „Jeder gegen Jeden“ (Round Robin) auf 60 Punkte mit Nachstoß.

## Abschlusstabelle
| MP    | Match Points (Sieger = 2; Unentschieden = 1; Verlierer = 0) |
| Pkte. | Erzielte Karambolagen                                       |
| Aufn. | Benötigte Versuche                                          |
| GD    | Generaldurchschnitt                                         |
| BED   | Bester Einzeldurchschnitt eines Spielers                    |
| HS    | Höchstserie                                                 |
|       | Bester GD des Turniers                                      |
|       | Bester ED des Turniers                                      |
|       | Beste HS des Turniers                                       |
|       | 1. Platz (Gold)                                             |
|       | 2. Platz (Silber)                                           |
|       | 3. Platz (Bronze)                                           |

| Endklassement              | Endklassement                      | Endklassement | Endklassement | Endklassement | Endklassement | Endklassement | Endklassement |
| Platz                      | Name                               | MP            | Pkte          | Aufn.         | GD            | BED           | HS            |
| -------------------------- | ---------------------------------- | ------------- | ------------- | ------------- | ------------- | ------------- | ------------- |
| 1                          | Günter Siebert (OB-Sterkrade)      | 10:4          | 407           | 494           | 0,823         | 1,111         | 14            |
| 2                          | Hans-Dietrich Runkehl (Düsseldorf) | 10:4          | 404           | 550           | 0,734         | 0,789         | 10            |
| 3                          | Rudolf Apelt (Berlin)              | 8:6           | 408           | 533           | 0,765         | 1,052         | 8             |
| 4                          | Dieter Müller (Berlin)             | 8:6           | 356           | 471           | 0,755         | 0,983         | 7             |
| 5                          | Ernst Rudolph (Köln)               | 6:8           | 383           | 482           | 0,794         | 1,071         | 8             |
| 6                          | Siegfried Spielmann (Düsseldorf)   | 6:8           | 351           | 496           | 0,707         | 0,882         | 5             |
| 7                          | Joseph Bücken (Aachen)             | 4:10          | 380           | 569           | 0,667         | 0,789         | 5             |
| 8                          | Peter Sporer (München)             | 4:10          | 317           | 543           | 0,583         | 0,833         | 7             |
| Turnierdurchschnitt: 0,726 |                                    |               |               |               |               |               |               |